# Melanophryniscus atroluteus
Melanophryniscus atroluteus là một loài cóc thuộc họ Bufonidae.
Loài này có ở Argentina, Brasil, Paraguay, và Uruguay.
Môi trường sống tự nhiên của chúng là đồng cỏ nhiệt đới hoặc cận nhiệt đới vùng ngập nước hoặc lụt theo mùa, đầm nước ngọt có nước theo mùa, đất canh tác, vùng đồng cỏ, và kênh đào và mương rãnh.
Chúng hiện đang bị đe dọa vì mất nơi sống.

## Hình ảnh

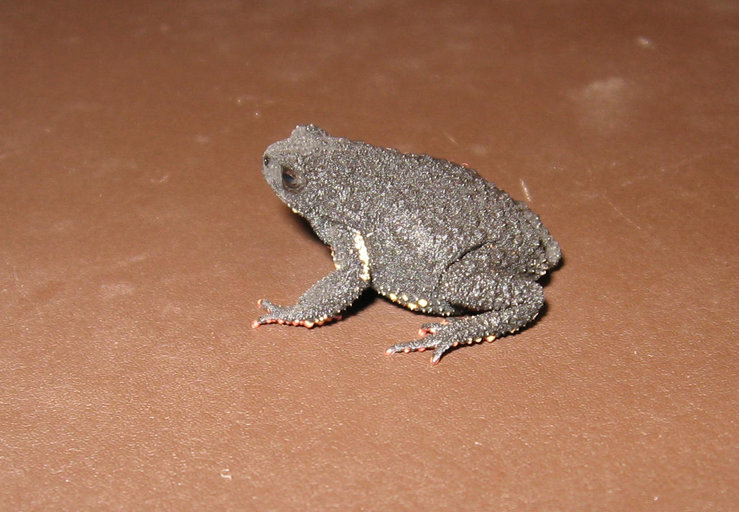